# Paul Martin (strzelec)
Paul M. Martin – amerykański strzelec, medalista mistrzostw świata.
W 1927 roku był porucznikiem amerykańskiej kawalerii. Kierownik reprezentacji Stanów Zjednoczonych na Mistrzostwach Świata 1949.
Martin raz stanął na podium mistrzostw świata. Dokonał tego na zawodach w 1927 roku, podczas których został drużynowym brązowym medalistą w karabinie dowolnym w trzech postawach z 300 m (skład drużyny: William Bruce, Raymond Coulter, Manning Dodson, Paul Martin, Lawrence Nuesslein), uzyskując trzeci wynik w reprezentacji.
Za osiągnięcia w strzelectwie został wyróżniony odznaką wybitnego strzelca międzynarodowego (U.S. Distinguished International Shooter Badge).

## Medale mistrzostw świata
Opracowano na podstawie materiałów źródłowych:
| Mistrzostwa | Konkurencja                                     | Wynik                                          | Miejsce |
| ----------- | ----------------------------------------------- | ---------------------------------------------- | ------- |
| Rzym 1927   | Karabin dowolny, trzy postawy, 300 m, drużynowo | 5255 pkt. (druż.) 1060 pkt. ind. (373–356–331) |         |